# Salat-Zakariás Levente
Salat-Zakariás Levente (publikációit Salat Levente név alatt jegyzi) (Csíkszereda, 1957. április 4. –) erdélyi magyar esszéíró, filozófiai és politikatudományi szakíró, egyetemi tanár, a Magyar Tudományos Akadémia külső tagja. Zakariás Erzsébet férje. Gyermekei Salat-Zakariás Csaga és Salat-Zakariás Soma.

## Életútja
1976-ban érettségizett a marosvásárhelyi Bolyai Farkas Líceumban; 1982-ben a kolozsvári Műegyetem számítástechnika szakán szerzett diplomát. 2001-ben politikai filozófiából doktorált a Babeș–Bolyai Tudományegyetemen. 1982–89 között Sepsiszentgyörgyön a Számítástechnikai Karbantartó Vállalatnál dolgozott. Már ebben az időszakban foglalkoztatták ismeretelméleti és kisebbségpolitikai kérdések. Tagja volt a Limes Körnek, részt vett annak Brassóban (1985. november 2–3.), Illyefalván (1986. augusztus 30.) és Bukarestben (1986. november 10.) rendezett vitaülésein. 1990-ben Kolozsvárra költözött, ahol a Korunk megújult szerkesztőségének lett a tagja: 1995-ig volt belső munkatársa, előbb szerkesztőként, majd főszerkesztő-helyettesként. 1992–97 között, majd a 2004–2006 közötti második folyamban részt vett az Éneklő Borz „(vissz)hangzó (szép)irodalmi folyó(só)” szerkesztésében és rendezvényein.
1990–99 között a Romániai Soros Alapítvány Kolozsvári Fiókintézetének igazgatója, ezt követően az Alapítvány által létrehozott Etnokulturális Kisebbségi Forrásközpont munkatársa, ügyvezető elnöke. 2001-től a BBTE Politika-, Közigazgatás- és Kommunikációtudományi Karának oktatója, 2003-tól előadótanár, 2008-tól dékánhelyettes; 2004 tavaszától 2006 decemberében történt lemondásáig az egyetem rektorhelyettese, a magyar tagozat vezetője. 2013-tól a Magyar Tudományos Akadémia külső tagja.
2006-ban tagja volt a kommunizmus bűneit tanulmányozó Román Elnöki Bizottságnak, és részt vett az annak munkája eredményeként született ún. Tismăneanu-jelentés romániai magyarságra vonatkozó fejezetének kidolgozásában.

## Munkássága
Első írása, A fogalmazódás igénye a Művelődésben jelent meg (1978/5), majd verseit közölte az Igazság című folyóirat Fellegvár c. melléklete (1979. április 14.), az Igaz Szóban (1979/5), Ifjúmunkásban (1979/32) 1989 előtt főként tudományfilozófiai, ismeretelméleti írásokat közölt.
1990 után a kisebbségi léthelyzet, azon belül az erdélyi/romániai magyarság helyzetének különböző aspektusai foglalkoztatják esszéiben, tanulmányaiban. 2001 után politikatudományi szakíróként az etnikai és nyelvi megosztottság politikai következményeiről közölt magyar, román és angol nyelven tanulmányokat. Kutatási területe az etnopolitika, multikulturalizmus, interkulturális kommunikáció, etnikumközi kapcsolatok, a román–magyar viszony. Román és angol nyelvű publikációival az erdélyi magyarság helyzetének anomáliáira próbálja felhívni a figyelmet.

## Tanulmányai (válogatás)

### Gyűjteményes kötetekben és szakfolyóiratokban
- Az „intellektuális áldozathozatal” szociológiájához (in: Ember és világ, szerk. Bodó Barna, Bukarest, 1986);
- A strukturalizmus és rendszerelmélet mint közös gyökerű szellemi divatok (in: A Hét Évkönyve. Bukarest, 1989);
- A tudomány helyzete a huszadik század második felének szellemi közegében (TETT 1989/50);
- Tudásszociológiai szempontok az ismeretrendszerek elkötelezettségének kérdéséhez (in: Tény és való. Bukarest, 1989);
- A vers joga a félelemhez (Sólyom S. Levente álnéven, in: Harmadkor. Antológia, Budapest, 1989);
- Elveszett otthon, elveszett közösség, kétségbevont kollektív egzisztencia (in: Lehet – nem lehet, szerk. Cseke Péter. Marosvásárhely, 1995);
- A kisebbségi helytállás modelljei (in: A magyar művelődés és a kereszténység. Szerk. Jankovics József – Monok István – Nyerges Judit. III. köt. Budapest–Szeged, 1998);
- A romániai magyarság szellemi helyzete. Kényszerpályák a kisebbségi közgondolkozásban (Provincia, 2000/6);
- Szempontok a multikulturalizmus fogalmának romániai értelmezéséhez (Magyar Kisebbség 2000/1);
- Az európai integráció és a politikatudomány dilemmái (Provincia, 2001. máj.);
- Javaslat a romániai magyar kisebbségi társadalom intézményes keretének megreformálásához (Magyar Kisebbség 2002/1);
- Az erdélyi magyar politikatudomány a második évezred utolsó évtizedében (Bakk Miklóssal, Bodó Barnával, Kántor Zoltánnal, Lőrincz D. Józseffel, Szász Alpárral, in: Tizenkét év. Kolozsvár, 2002);
- Multikulturális demokrácia? (Regio, 2002/1);
- Erdély státusa (in: Státustörvény. Dokumentumok, tanulmányok, publicisztika. Szerk. Kántor Zoltán, Budapest, 2002);
- A romániai magyar közgondolkodási minták analízise és szimptomatológiája (in: „Kínlódni ebben az országban?” – Ankét a romániai magyarság megmaradásának szellemi feltételeiről. Kv. 2002);
- Az RMDSZ 2003-ban – útkeresés integrációs határpontokon (Bakk Miklóssal és Horváth Andorral. Magyar Kisebbség, 2003/1);
- Kisebbségi magyar jövőképek esélyei és buktatói Erdélyben (Kisebbségkutatás 2003/3);
- The Role of Central and Local Public Administration in the Dynamics of Inter-ethnic Relations in Romania (Veres Valérral, in: Multi-Level Governance: New Approaches to Decentralizing Power in European Countries. Szerk. Tony Bovaird – Elke Loeffler – Salvador Parrado Diez. Cheltenham 2003);
- Southeast European Challenges to Representative Democracy (in: A New Balance: Democracy and Minorities in Post-Communist Europe. Szerk. Monica Robotin – Salat Levente. Budapest, 2003);
- A 2000. év küszöbén: Politika és kisebbségi magyar társadalom Romániában (Bakk Miklóssal és Horváth Andorral, in: Kisebbségek és kormánypolitika Közép-Európában. 2002–2004. Budapest, 2004);
- László Dezső kisebbségi bölcseletének időszerűsége (in: László Dezső emlékezete. Kv. 2004); *Perspectivele minorităţii maghiare din România, în lumina studiilor elaborate pe baza rezultatelor Barometrului Relaţiilor Etnice 1994–1996, 2000–2002 (in: Barometrul relaţiilor etnice. 1994–2002. Kolozsvár, 2005);
- Időutazás Gáll Ernő kisebbségpolitikai írásainak világában (in: Nemzetiség – felelősség. Szerk. Földes György – Gálfalvi Zsolt. Budapest, 2005);
- Dokumentumok a Babeş–Bolyai Tudományegyetem magyar tagozatának történetéből (in: Romániai magyar évkönyv 2004–2005. Temesvár, 2005);
- A szintézis esélyei az etnopolitikai konfliktusok okaival foglalkozó elméleti magyarázatokban (in: Szöveggyűjtemény a nemzeti kisebbségekről. Szerk. Kántor Zoltán – Majtényi Balázs. Budapest, 2005);
- A politikaelmélet néhány sarkalatos kérdése és a kulturális megosztottság körülményei közötti feszültség (in: Etnikai identitás, politikai lojalitás. Szerk. Kovács Nóra – Osvát Anna – Szarka László. Bp. 2005);
- A liberalizmus és autonómia viszonyáról – kisebbségi nézőpontból (in: Autonómia, liberalizmus, szociáldemokrácia. Szerk. Törzsök Erika. Bp. 2006);
- A győző hajdúk (in: Kié Erdély? – Wem gehört Siebenbürgen? Kv. 2006);
- A magyar nemzetstratégia kisebbségpolitikai alternatívái (Magyar Kisebbség 2006/3–4); *Prevailing Identity Structures and Competing Ethnopolitical Strategies in Transylvania (Hungarian Studies 2007/1–2);
- Megvádolt értelmiség (in: Az emberfejű madár. Erdélyi magyar esszéírók 1918– 2001. Szerk. Balázs Imre József. Kolozsvár, 2007);
- A kommunizmus romániai öröksége és az erdélyi magyarok (Magyar Kisebbség 2008/1–2);
- Are Members of the Hungarian Minority in Romania Part of the Romanian Political Community? (Studia Politica. Romanian Political Science Review 2008/2);
- Regimul minorităţilor naţionale din România şi contextul internaţional al acestuia (in: Politici de integrare a minorităţilor naţionale din România. Aspecte legale şi instituţionale într-o perspectivă comparată. Kolozsvár, 2008).

### Kötetei
- Philippika az idő ellen (esszék, tanulmányok, Kolozsvár, 1996. Ariadné Könyvek);
- Multiculturalismul liberal. Bazele normative ale existenţei minoritare autentice (doktori értekezés, Iaşi, 2001);
- Etnopolitika: a konfliktustól a méltányosságig. Az autentikus kisebbségi lét normatív alapjai (doktori értekezésének magyar változata. Marosvásárhely, 2001);
- Kulturális megosztottság és demokrácia. A normatív és empirikus politikatudomány érvei a közösségi autonómia kérdésében (Kolozsvár, 2011).

### Szerkesztései
- Tény és való (tudományelméleti írások, Buk. 1989);
- Interetnic Relations in Postcomunist Romania (Lucian Nastasăval, Kolozsvár, 2000; ua. románul uo. 2000);
- „Kínlódni ebben az országban?” Ankét a romániai magyarság megmaradásának szellemi feltételeiről. Kolozsvár, 2002;
- Maghiarii din România şi etica minoritară. 1920–1940 (Lucian Nastasăval, uo. 2003);
- New Balance – Democracy and Minorities in Post-Comunist Europe. (Monica Robotinnal, Budapest, 2003);
- A román–magyar kapcsolatok alakulásának kilátásai és a francia–német megbékélési modell (Smaranda Enachéval, román–magyar–angol nyelvű kiadvány, Kolozsvár, 2004);
- Kié Erdély? – Wem gehört Siebenbürgen? (többekkel, uo. 2006);
- Politici de integrare a minorităţilor naţionale din România. Aspecte legale şi instituţionale într-o perspectivă comparată (uo. 2008).
- Autonomy arrangements around the world. A collection of well and lesser known cases; szerk. Salat Levente; Institutului pentru Studierea Problemelor Minorităţilor Naţionale, Cluj-Napoca, 2014 (Documenta et studia minoritatum)

### Románra fordított munkái
- Cuvânt înainte; Autonomia intelectuală, precum o permanentă căutare; Pistele constrângerii intelectualităţii în societăţile postcomuniste (in: Cumpăna I. Korunk 1994);
- Să vorbim despre autonomie (in: Cumpăna II. Korunk, 1995).